# Sara Kristoffersson (innebandyspelare)
Sara Kristoffersson, född 6 september 1985, är en svensk innebandyspelare (forward). Hon har vunnit fyra VM-guld (2003, 2007, 2009, 2011) och ett VM-brons (2005) med det svenska landslaget. Kristoffersson blev uttagen i All Star Team vid Innebandy-VM 2009 och Innebandy-VM 2011 då hon även blev vald till MVP (Most Valuable Player). Sara blev årets spelare i Sverige säsongen 09/10. .

## Klubbar i karriären
- IBK Kristinehamn
- Kristinehamns IBF
- Karlstad IBF
- IBF Falun
- KAIS Mora IF
- IBF Falun
- KAIS Mora IF